# Боби Чарлтон
Сер Роберт „Боби“ Чарлтон (енгл. Robert Bobby Charlton; Ашингтон, 11. октобар 1937 —Маклсфилд, 21. октобар 2023) био је енглески фудбалер који се сматра једним од најбољих играча свих времена. Био је члан репрезентације Енглеске која је освојила Светско првенство 1966. Исте године је био добитник Златне лопте као најбољег европског фудбалера за ту године, а 1973. Награду Унеска за фер-плеј. Већину клупске каријере је провео у Манчестер јунајтеду, где је био познат по свом нападачком инстинкту и додавањима са средине терена, као и јаким далекометним шутевима. Његов брат Џек, који је такође био члан генерације која је освојила Светско првенство, је бивши одбрамбени играч Лидс јунајтеда и тренер.
Почео је да игра за први тим Манчестер јунајтеда 1956. и у наредне две сезоне стекао место у тиму. Преживео је минхенску авионску несрећу 1958. пошто га је спасао Хари Грег. Пошто је са Манчестером освојио првенство 1965, освојио је Светско првенство 1966. са Енглеском и још једно првенство са клубом наредне године. Године 1968. био је капитен тима Манчестер јунајтеда који је освојио Куп европских шампиона и постигао два гола у финалу. Постигао је више голова за Енглеску и Јунајтед него било који други играч. Чарлтон је држао рекорд као фудбалер са највише наступа за Манчестер јунајтед (758), али га је претекао Рајан Гигс 21. маја 2008. (финале Лиге шампиона). Чарлтон је држао рекорд као играч са највише утакмица у лиги (606), али га је такође Гигс претекао 6. марта 2011.
У јануару 2011. је према гласању проглашен за четвртог највећег играча Манчестер јунајтеда свих времена по гласовима читалаца Inside United и ManUtd.com, иза Рајана Гигса, Ерика Кантоне и Џорџа Беста.
У време када се повукао из репрезентације 1970. године, био је играч који је највише пута наступио за Енглеску (106). Овај рекорд су оборили Боби Мур, Питер Шилтон и Дејвид Бекам.
За изузетне заслуге 1994. је добио титулу сера. Био је члан Лауреус светске спортске академије.

## Младост
Чарлтон је рођен у Ешингтону, Нортамберленд, Енглеска 11. октобра 1937. од оца рудара Роберта „Боба“ Чарлтона (24. мај 1909 – април 1982) и мајке Елизабет Елен „Сиси“ Чарлтон (рођене Милберн; 11. новембар 1912 – 25. март 1996. године). По мајчиној страни породице је у сродству са неколико професионалних фудбалера: његови ујаци су били Џек Милберн (Лидс јунајтед и Бредфорд Сити), Џорџ Милберн (Лидс јунајтед и Честерфилд), Џим Милберн (Лидс јунајтед и Бредфорд Парк авенју) и Стан Милберн (Честерфилд, Лестер сити и Рочдејл), и легендарни фудбалер Њукасл јунајтеда и Енглеске Џеки Милберн био је рођак његове мајке. Међутим, Чарлтон приписује велики део раног развоја своје каријере свом деди Танеру и својој мајци Сиси. Његов старији брат Џек је у почетку радио као рудар пре него што се искушао као полицајац, да би такође постао професионални фудбалер у Лидс јунајтеду.

## Клубска каријера
Дана 9. фебруара 1953, тада ученик гимназије Бедлингтон, Чарлтон је примећен док је играо за школу Источног Нортамберленда од стране главног скаута Манчестер јунајтеда Џоа Армстронга. Чарлтон је наставио да игра за Ингланд Скулбојсе и као петнаестогодишњак је потписао аматерски уговор са Јунајтедом 1. јануара 1953. заједно са Вилфом Мекгинисом, такође са 15 година. У почетку његова мајка није била вољна да га пусти да се посвети несигурној фудбалској каријери, те је почео да шегртује за електроинжењера; међутим, постао је професионалац у октобру 1954. године.
Чарлтон је постао један од чувених Базбијевих беба, део колекције талентованих фудбалера који су прошли кроз кроз систем на Олд Трафорду током 1940-их, 1950-их и 1960-их, када је Мат Базби поставио дугорочни план обнове клуба после Другог светског рата. Он се пробијао кроз низ тимова, редовно дајући голове за омладинску и резервну екипу пре него што је дебитовао у првом тиму против Чарлтон Атлетика у октобру 1956. У исто време, служио је војну службу у Оружаном корпусу Краљевске војске у Шрусберију, где га је Базби саветовао да се пријави, јер је то значило да још увек може да игра за Манчестер јунајтед током викенда. У исто време у Шрусберију је служио и његов саиграч из Јунајтеда Данкан Едвардс.

## Менаџментска каријера и директорске функције
Чарлтон је постао менаџер Престон Норт Енда 1973. године, потписавши свог бившег саиграча из Јунајтеда и Енглеске Нобија Стајлса као играча-тренера. Његова прва сезона се завршила испадањем, и иако је поново почео да игра, напустио је Престон рано у сезони 1975–76 након неслагања са одбором око трансфера Џона Бирда у Њукасл јунајтед. Те године је именован за CBE-а и започео је повремену сарадњу са Би-Би-Си-јем ради разумевања утакмица, која се наставила дуги низ година. Почетком 1976, постигао је један гол у три лигашка наступа за Ватерфорд јунајтед. Такође је имао неколико наступа за аустралијске клубове Њукасл КБ Јунајтед, Перт Азури и Блектаун Сити.

## Статистике каријере

### Клуб
| Клуб                  | Сезона                | Лига                  | Лига  | Лига   | Куп    | Куп    | Куп лиге | Куп лиге | Континентално | Континентално | Друго  | Друго  | Укупно | Укупно |
| Клуб                  | Сезона                | Дивизија              | Појав | Голова | Појава | Голова | Појава   | Голова   | Појава        | Голова        | Појава | Голова | Појава | Голова |
| --------------------- | --------------------- | --------------------- | ----- | ------ | ------ | ------ | -------- | -------- | ------------- | ------------- | ------ | ------ | ------ | ------ |
| Манчестер јунајтед    | 1956–57               | First Division        | 14    | 10     | 2      | 1      | —        | —        | 1             | 1             | 0      | 0      | 17     | 12     |
| Манчестер јунајтед    | 1957–58               | First Division        | 21    | 8      | 7      | 5      | —        | —        | 2             | 3             | 0      | 0      | 30     | 16     |
| Манчестер јунајтед    | 1958–59               | First Division        | 38    | 29     | 1      | 0      | —        | —        | —             | —             | —      | —      | 39     | 29     |
| Манчестер јунајтед    | 1959–60               | First Division        | 37    | 18     | 3      | 3      | —        | —        | —             | —             | —      | —      | 40     | 21     |
| Манчестер јунајтед    | 1960–61               | First Division        | 39    | 21     | 3      | 0      | 0        | 0        | —             | —             | —      | —      | 42     | 21     |
| Манчестер јунајтед    | 1961–62               | First Division        | 37    | 8      | 6      | 2      | —        | —        | —             | —             | —      | —      | 43     | 10     |
| Манчестер јунајтед    | 1962–63               | First Division        | 28    | 7      | 6      | 2      | —        | —        | —             | —             | —      | —      | 34     | 9      |
| Манчестер јунајтед    | 1963–64               | First Division        | 40    | 9      | 7      | 2      | —        | —        | 6             | 4             | 1      | 0      | 54     | 15     |
| Манчестер јунајтед    | 1964–65               | First Division        | 41    | 10     | 7      | 0      | —        | —        | 11            | 8             | —      | —      | 59     | 18     |
| Манчестер јунајтед    | 1965–66               | First Division        | 38    | 16     | 7      | 0      | —        | —        | 8             | 2             | 1      | 0      | 54     | 18     |
| Манчестер јунајтед    | 1966–67               | First Division        | 42    | 12     | 2      | 0      | 0        | 0        | —             | —             | —      | —      | 44     | 12     |
| Манчестер јунајтед    | 1967–68               | First Division        | 41    | 15     | 2      | 1      | —        | —        | 9             | 2             | 1      | 2      | 53     | 20     |
| Манчестер јунајтед    | 1968–69               | First Division        | 32    | 5      | 6      | 0      | —        | —        | 8             | 2             | 2      | 0      | 48     | 7      |
| Манчестер јунајтед    | 1969–70               | First Division        | 40    | 12     | 9      | 1      | 8        | 1        | —             | —             | —      | —      | 57     | 14     |
| Манчестер јунајтед    | 1970–71               | First Division        | 42    | 5      | 2      | 0      | 6        | 3        | —             | —             | —      | —      | 50     | 8      |
| Манчестер јунајтед    | 1971–72               | First Division        | 40    | 8      | 7      | 2      | 6        | 2        | —             | —             | —      | —      | 53     | 12     |
| Манчестер јунајтед    | 1972–73               | First Division        | 36    | 6      | 1      | 0      | 4        | 1        | —             | —             | —      | —      | 41     | 7      |
| Манчестер јунајтед    | Укупно                | Укупно                | 606   | 199    | 78     | 19     | 24       | 7        | 45            | 22            | 5      | 2      | 758    | 249    |
| Престон Норт Енд      | 1974–75               | Трећа дивизија        | 38    | 8      | 4      | 1      | 3        | 1        | —             | —             | —      | —      | 45     | 10     |
| Вотерфорд јунајтед    | 1975–76               | Ирска лига            | 3     | 1      | 1      | 0      | 0        | 0        | —             | —             | —      | —      | 4      | 1      |
| Укупно током каријере | Укупно током каријере | Укупно током каријере | 647   | 208    | 83     | 20     | 27       | 8        | 45            | 22            | 5      | 2      | 807    | 260    |

### Међународно
| Енглески сениорски том | Енглески сениорски том | Енглески сениорски том |
| Година                 | Појава                 | Голова                 |
| ---------------------- | ---------------------- | ---------------------- |
| 1958                   | 6                      | 7                      |
| 1959                   | 7                      | 5                      |
| 1960                   | 8                      | 6                      |
| 1961                   | 9                      | 6                      |
| 1962                   | 8                      | 1                      |
| 1963                   | 10                     | 6                      |
| 1964                   | 8                      | 2                      |
| 1965                   | 5                      | 2                      |
| 1966                   | 15                     | 6                      |
| 1967                   | 4                      | 2                      |
| 1968                   | 8                      | 3                      |
| 1969                   | 9                      | 1                      |
| 1970                   | 9                      | 2                      |
| Укупно                 | 106                    | 49                     |